# Minimelanolocus falcatus
Minimelanolocus falcatus är en svampart som först beskrevs av Morgan-Jones, och fick sitt nu gällande namn av R.F. Castañeda & Heredia 2001. Minimelanolocus falcatus ingår i släktet Minimelanolocus, divisionen sporsäcksvampar och riket svampar.   Inga underarter finns listade i Catalogue of Life.